# Крупское (Черкасская область)
Кру́пское (укр. Крупське) — село в Золотоношском районе Черкасской области Украины.
Население по переписи 2001 года составляло 644 человека. Занимает площадь 2,13 км². Почтовый индекс — 19760. Телефонный код — 4737.

## Местный совет
19760, Черкасская обл., Золотоношский р-н, с. Крупское